# Robert Léon Jean Louis Legros
Robert Léon Jean-Louis Legros, né à Namur le 24 novembre 1913 et mort à Uccle le 21 mai 2004, est un juriste, magistrat et professeur d'Université. Il a été le premier président de la Cour de cassation (Belgique). 
Il consacra également une partie de sa vie à l'enseignement. Il fut professeur de droit pénal général à l'Université libre de Bruxelles. Il a contribué de manière centrale aux travaux et publications de l'École de Bruxelles (droit), sous la direction de Chaïm Perelman.
Par ailleurs, ses idées ont donné lieu à des modifications de lois portant sur la motivation de la peine ou la possibilité pour le juge de ne prononcer qu’une déclaration de culpabilité et notamment le tribunal d’application des peines. 

## Biographie
Robert Legros est issu d'une ancienne famille patricienne de Namur. Son père, Louis Armand Ghislain Legros était rentier et sa mère, Germaine Angèle Yvonne Rosa Otlet était sans profession. En 1943, il se marie avec Marie-Thérèse Winandy (Englebert). De cette union, deux fils naîtront : Pierre- Robert Legros, bâtonnier du barreau et professeur à la faculté de droit et Robert Legros, professeur de philosophie à l'Université libre de Bruxelles et à l'Université de Caen.  
Robert Legros a fait ses études à l'Athénée royal de Namur où il est diplômé avec la mention « le plus grand fruit ». Il poursuit sa formation à l'Université libre de Bruxelles où il sera diplômé docteur en droit en 1936 avec une grande distinction[réf. nécessaire]. En 1952, il soutient sa thèse d'agrégation L'élément moral dans les infractions, sous la direction de Maximilien Philonenko. Il est également diplômé de l'Académie de droit international de La Haye en 1939.

### Carrière

#### Magistrature
Il entame sa carrière en tant qu'avocat au barreau de Namur en 1937. Mobilité en 1939, il fait la campagne des dix-huit jours et est prisonnier de guerre jusqu'en 1941. A la libération du pays, il est nommé substitut de l'auditeur militaire en campagne. Sous la direction de Ganshof van der Meersch, il participe à la répression de la collaboration économique pendant la guerre. Le 14 juin 1945, il est nommé juge du tribunal de première instance de Namur. En 1955, il devient conseiller à la Cour d'appel de Liège. En 1964, il est nommé conseiller à la Cour de cassation.  
En 1972, Robert Legros est élu président à la Commission nationale de la magistrature belge. Cette commission fut créée à l'initiative du ministre de la Justice. Elle est composée de délégués de toutes les juridictions tant membres du siège que du parquet. Cette commission représente donc toute la magistrature belge. Elle veille (art.1 des statuts) au maintien de l’indépendance de l’ordre judiciaire, à la défense des intérêts moraux et matériels de la magistrature et des magistrats, à l'amélioration de l’organisation et du travail judiciaires. Le 13 octobre 1982, il est élu le premier président de la Cour de cassation et accéda à l’éméritat le 24 novembre 1983. La même année, il est nommé commissaire royal à la réforme du code pénal, mais sa mission n'aboutira pas.  
Robert Legros est en outre juge en 1974 puis premier vice-président de la Cour de justice Benelux.

#### Académique
Robert Legros est également professeur à la Faculté de droit de l'Université libre de Bruxelles. Il débute en 1951 et en 1973, au départ de Paul Cornil, il lui succède à la chaire de droit pénal général. En 1983, il accède à l'éméritat mais continue à donner cour avec l'autorisation de la faculté de droit jusqu'au 30 septembre 84.  

#### Autres fonctions
Il a été membre de l'Académie royale de Belgique, vice-président de la faculté de droit à l'Université libre de Bruxelles, membre du conseil d'administration de l'Université libre de Bruxelles ainsi que secrétaire (1954-1955) et président (1969-1970) de l'École des Sciences criminologiques Léon-Cornil. Il est également élu correspondant de la classe des Lettres et des Sciences morales et politiques de l'Académie royale de Belgique, le 9 mai 1983, sur la présentation des professeurs Chaïm Perelman et Paul De Visscher, puis membre le 8 janvier 1996.

## Distinctions honorifiques
Il a obtenu de nombreuses distinctions : 
- Grand Cordon de l’Ordre de Léopold
- Grand-Croix de l’Ordre de la Couronne
- Croix civique de première classe
- Médaille de la guerre 1940-1945 (sabres croisés)
- Médaille du prisonnier de guerre (1 barrette)
- Grand-Officier de l’ordre d’Orange Nassau
- Grand-Officier de l’ordre de la Couronne de Chêne
- Médaille d’argent de la Ville de Namur

## École de Bruxelles
Robert Legros a eu une implication considérable au sein de l'École de Bruxelles. Il a contribué très activement pendant un quart de siècles aux séminaires présidés par Chaïm Perelman et aux ouvrages collectifs qui ont été produits sur les techniques de raisonnement. 
L’essentiel de sa pensée est tout d'abord sa thèse sur l’élément moral dans les infractions, qui est publiée en 1952. Sa thèse sur l’élément moral dans les infractions est l'une des « grandes » thèses de la Faculté de droit de l'U.L.B.. Robert Legros critique dans celle-ci la doctrine classique et développe dans le prolongement la théorie de la faute infractionnelle. Selon lui, l'élément moral « minimal » des infractions consiste, comme pour la doctrine classique, en la commission libre et consciente du comportement incriminé. Le fait d'avoir agi librement et en conscience constitue selon lui la faute qu'il qualifie de faute infractionnelle. Selon lui, ce principe est commun à tous les délits, Robert Legros estime que ce n’est pas nécessaire de faire la distinction entre les délits visés au livre 2 du Code pénal et les autres délits. Autrement dit, la théorie de Robert Legros ne diffère de la théorique classique que par les crimes et les délits établis dans le livre 2 du Code pénal. Robert Legros va modifier la notion de dol général tel que la doctrine classique le percevait et va par ailleurs préciser la notion de dol spécial, de faute infractionnelle et de faute antérieure.  

## Publications[2]

### Livres
- 1952 : L'élément moral dans les infractions, Paris-Liège, Sirey-Desoer.
- 1959 : Le Traité « Opzet » dans « Algemene Practische Rechtsverzameling », traduction.